# Аливерион
Аливе́рион (Аливери, греч. Αλιβέριον, Αλιβέρι) — малый город в Греции, на острове Эвбея, на берегу бухты Аливери пролива Нотиос-Эввоикос Эгейского моря, в 47 км к юго-востоку от Халкиды. Административный центр общины Кими-Аливерион периферийной единицы Эвбея в периферии Центральная Греция. Население 4827 человек по переписи 2011 года.

## Энергетика

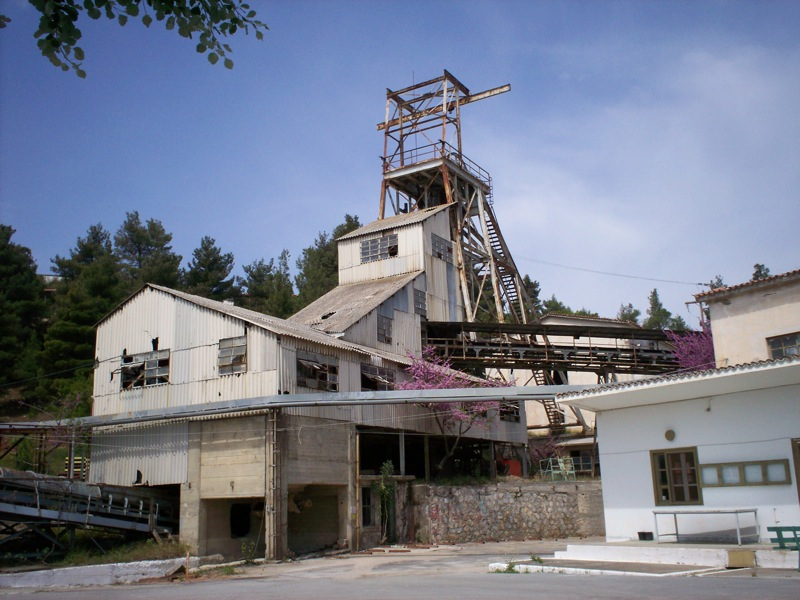
Шахта близ села Айос-Лукас

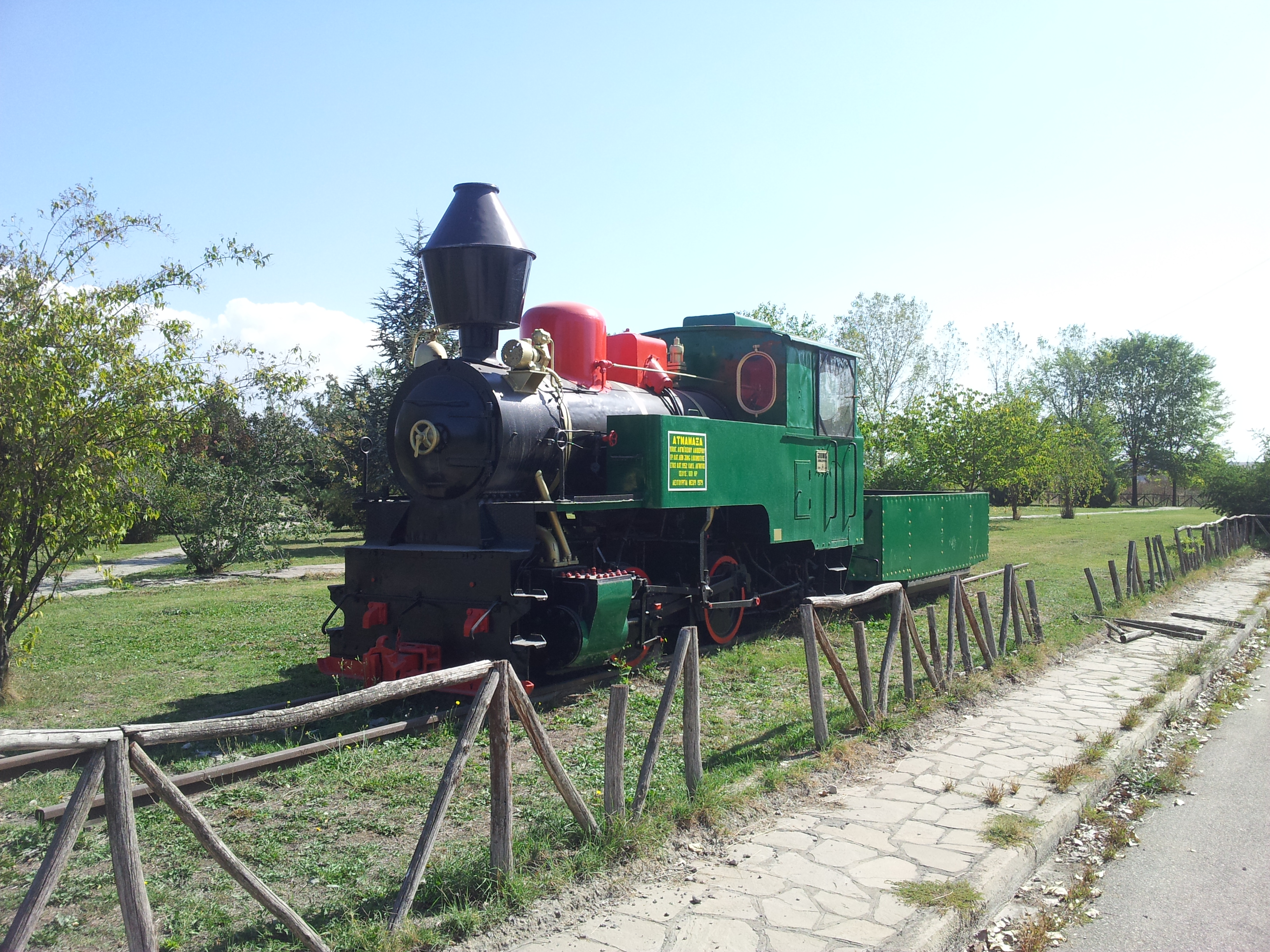
Немецкий узкоколейный паровоз производства Arnold Jung Lokomotivfabrik, использовавшийся в Аливерионе и выставленный в Птолемаисе

В районе Аливериона расположено важное месторождение лигнитов, известное с древности. В 1873 году здесь началась первая в Греции серьёзная попытка добычи лигнитов. Сооружения были разрушены во время наводнения 1897 года. Эксплуатация возобновилась после Первой мировой войны. В 1922 году годовая добыча достигла 23 000 т и сохранялась на этом уровне до 1927 года. В следующем году шахты были временно закрыты по экономическим причинам. Добыча интенсивно велась в годы оккупации Греции странами «оси» (1941—1944). Эксплуатационные запасы были оценены в 1949 году в 30—50 млн т. 19 мая 1951 года ΔΕΗ заключила контракт с немецкой фирмой Philipp Holzmann и субподрядчиком Pierce Management Inc. на разработку шахтным способом. 21 мая 1954 года руководство шахтой перешло к ΔΕΗ. В 1964 году добыча составила 0,78 млн т (теплотворная способность 4200—4500 ккал/кг).
ТЭС «Аливери» (ΑΗΣ Αλιβερίου; блоки I и II) мощностью 80 МВт, работающая на местных лигнитах, принадлежащая ΔΕΗ, построена двумя американскими компаниями: Burns and Roe (поглощена в 2014 году компанией POWERS Engineers) и The Foundation Company (Нью-Йорк). Частично введена в эксплуатацию в июле 1953 года. Линии электропередачи и подстанции проектировала английская фирма, а строили два итальянских подрядчика. Линии 15 кВ и распределительные линии проектировала французская фирма и строили греческие подрядчики. Топливо поставлялось по узкоколейной (600 мм) железной дороге. В 1958 году построена дорога с колеёй 1000 мм.
В 1969 году введены в строй блоки III и IV каждый по 150 МВт.
ТЭС, шахта и угольный разрез были основными работодателями в районе. Месторождение истощалось уже в 1970-х годах. В 1975 году начата разработка открытым способом. В 1981 году прекращена добыча лигнитов шахтным методом, а в 1988 году — открытым способом. Всего шахтным методом добыто 14,7 млн т, а открытым способом — 3,9 млн т лигнитов.
В 2000 году выведены из эксплуатации блоки I и II. Позднее выведены из эксплуатации и блоки III и IV.
Блок V мощностью 420 МВт, работающий на природном газе, построен компанией ΜΕΤΚΑ, в 1998—1999 годах вошедшей в группу Mytilineos (президент и гендиректор Эвангелос Митилинеос; в 2017 произошло слияние Mytilineos и дочерней компании ΜΕΤΚΑ). Контракт был подписан в 2007 году. Сумма контракта составила 219,2 евро. Генератор и парогазовая установка на основе газовой турбины GT26 и паровой турбины DKYZ2-1N41B французской фирмы Alstom (ныне General Electric) установлены на одной оси. Были построены подстанция 150/400 кВ и линия электропередачи 400 кВ, а также газопровод высокого давления DESFA. Строительство завершено в 2012 году. Ввод в эксплуатацию был начат 10 августа.

## Сообщество Аливерион
Сообщество Аливерион создано в 1912 году (ΦΕΚ 245Α). В сообщество входят пять населённых пунктов. Население 5249 человек по переписи 2011 года. Площадь 33,791 км².
| Наименование | Население (2011), человек |
| ------------ | ------------------------- |
| Аливерион    | 4827                      |
| Антуполи     | 76                        |
| Катакалос    | 107                       |
| Латас        | 111                       |
| Милаки       | 128                       |

## Население
| Год  | Население, человек |
| ---- | ------------------ |
| 1991 | 5059               |
| 2001 | 5214               |
| 2011 | ↘ 4827             |